# 市役所前站 (和歌山縣)
市役所前站（日语：／ Shiyakusho-mae eki */?）是位於和歌山縣御坊市薗，紀州鐵道的紀州鐵道線車站。

## 歷史
- 1967年（昭和42年）8月30日 - 車站啟用[1]。

## 車站構造
車站是一座地面車站，設有1面1線的單式月台。此站是無人車站，月台上設有上蓋，沒有車站大樓和廁所。此站設有公共電話和自動販賣機。
此站曾經設有候車室，該候車室是原自富南鐵道的柴油列車，後來經歷過於新宮鐵道和國鐵的時代，於1943年（昭和18年）8月轉讓至御坊臨港鐵道（現時：紀州鐵道）。該車輛型號為KiHa103的108號車，車輛退役後變為候車室。

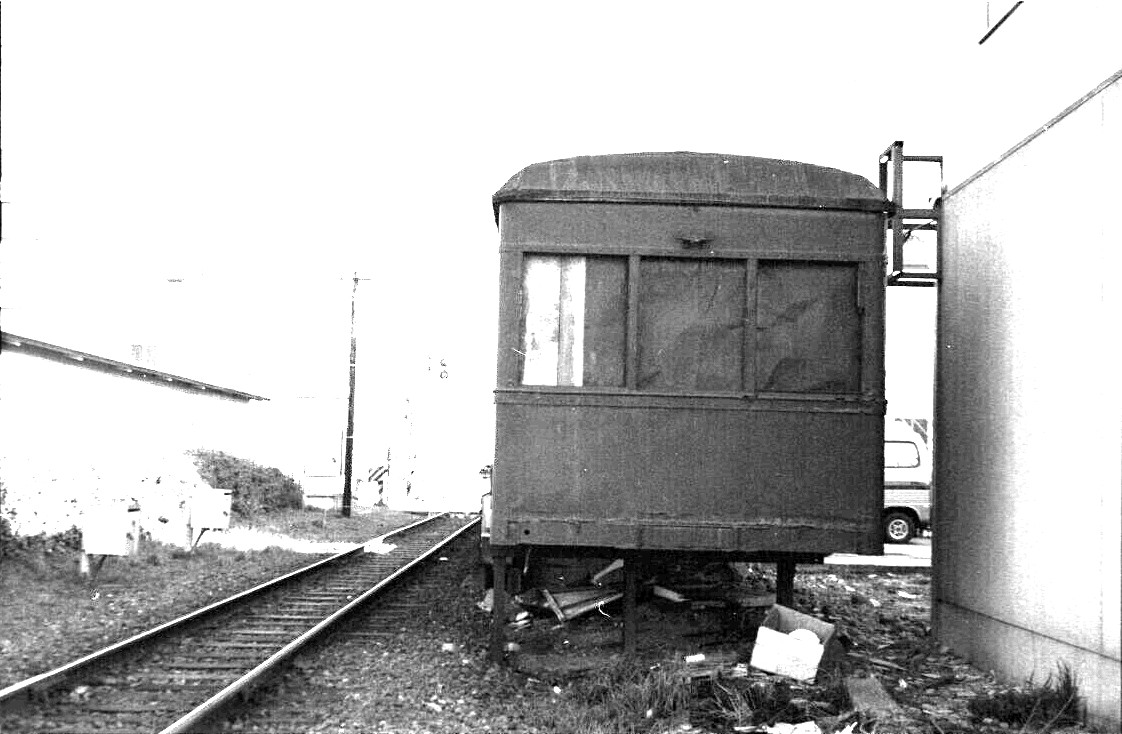
KiHa103的候車室

## 車站周邊
車站位於御坊市中心，此站最接近市政廳。而車站周邊也設有許多辦公室。
- 御坊市政廳
- 御坊市民文化會館
- 御坊市立御坊小學（日语：御坊市立御坊小学校）
- 和歌山地方法務局御坊分局
- 和歌山地方檢察廳御坊區檢察廳（日语：御坊区検察庁）
- 和歌山地方檢察廳御坊分部
- 大阪國稅局御坊稅務署
- 御坊市立體育館
- 御坊市立圖書館（日语：御坊市立図書館）
- 國道42號（日语：国道42号）
- 熊野御坊南海巴士（日语：熊野御坊南海バス）、中紀巴士（日语：中紀バス） 大濱通巴士站

## 利用狀況
以下為近年1日平均乘車人次列表。
| 年度   | 1日平均 乘車人次 |
| ------ | ---------------- |
| 2015年 | 8                |
| 2016年 | 8                |
| 2017年 | 8                |
| 2018年 | 8                |
| 2019年 | 8                |

## 相鄰車站
紀州鐵道
紀州鐵道線
紀伊御坊－市役所前－西御坊

## 注腳
1. 1 2  今尾惠介《日本鉄道旅行地図帳 8号 関西1》新潮社，2008年，p.40
2. ↑   (PDF). 御坊市.   [2021-02-20]. （原始内容存档 (PDF)于2021-02-14） （日语）.

## 外部連結
- 國土地理院地圖參閱服務 （页面存档备份，存于）（日語） - 市役所前站周邊1/25000地形圖 （页面存档备份，存于）（日語）